# Mořské ptactvo

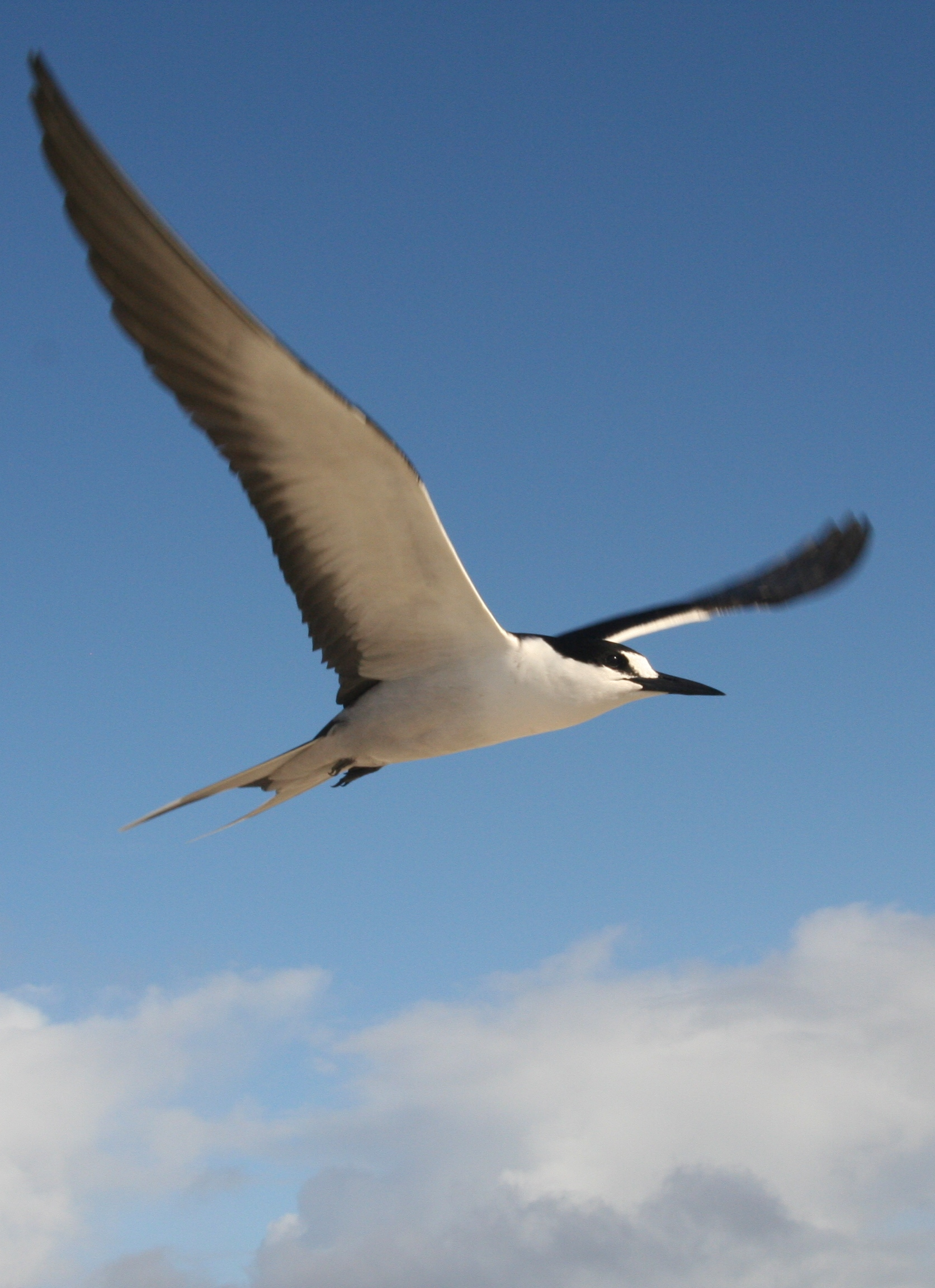
Rybák černohřbetý je typickým představitelem mořského ptáka: tráví měsíce létáním na moři a vrací se na pevninu pouze z důvodu hnízdění

Mořské ptactvo či mořští ptáci jsou ptáci přizpůsobení životu na moři. I když se výrazně odlišují ve svém životním stylu, chování a fyziologii, často vykazují nápadně stejné rysy, které jsou výsledkem konvergentního vývoje. Tyto rysy se vyvinuly následkem tlaků stejného životního prostřední, které vedlo k podobným adaptacím. První mořští ptáci se vyvinuli v období křídy a moderní čeledi mořských ptáků se poprvé objevily v paleogénu.
Obecně platí, že mořští ptáci žijí déle, páří se později a mají méně mláďat než ostatní ptáci, avšak do svých potomků investují více času. Většina druhů hnízdí v koloniích, jejichž velikost se pohybuje od několika desítek po miliony ptáků. Mnoho druhů je známo svými dlouhými každoročními migračními trasami. V některých případech ptáci překračují rovník nebo oblétávají Zemi. Potravu nachází na povrchu mořské hladiny nebo pod vodou. Vedle ostatních mořských živočichů někdy pojídají i jiné druhy mořských ptáků. Mořští ptáci mohou být vysoce pelagiální (žijící na širém moři), pobřežní a v některých případech tráví část roku na souši.
Lidé vstupovali do kontaktu s mořskými ptáky již od dávné minulosti. Ptáci poskytovali lidem potravu, naváděli rybáře k zásobárnám ryb a pomáhali námořníkům nalézt pevninu. Mnoho mořských ptáků je v současné době ohroženo lidskou činností a probíhají proto četná opatření na jejich ochranu.

## Klasifikace mořských ptáků
Jednotná definice toho, které skupiny, čeledi a druhy představují mořské ptáky, neexistuje. Slovy dvou ornitologů zabývajících se mořskými ptáky: „Společnou vlastností všech mořských ptáků je to, že shání potravu na slané vodě; avšak, jak se zdá při jakémkoli biologickém tvrzení, někteří ji shání i jinde.“ Podle obecné konvence se však dá shrnout, že se k mořským ptákům řadí všichni tučňáci a trubkonosí, všichni brodiví a pelikáni (kromě anhingovitých) a někteří dlouhokřídlí (chaluhovití, někteří racci, rybákovití, alky a zobouni). K mořským ptákům se obvykle řadí i lyskonozi, protože i když se jedná o bahňáky, dva ze tří druhů se vydávají za potravou na oceán na devět měsíců v roce.
Potáplice a potápky, které hnízdí na jezerech, ale zimují na moři, jsou obvykle považovány za vodní ptáky. Ačkoli v čeledi Anatidae je přítomna řada mořských kachen, které se v zimě skutečně chovají jako mořští ptáci, podle konvence jsou obvykle ze skupiny mořských ptáků vyloučeny. Mnoho brodivých ptáků (nebo pobřežních ptáků) a volavek žijících na břehu moře jsou také vysoce mořští, nicméně rovněž nejsou k řazeni k mořským ptákům. Mořští orli z rodu Haliaeetus a další draví ptáci, kteří se živí mořskými rybami, se většinou také nepočítají mezi mořské ptáky, jakkoli je jejich život spojen s mořským prostředím.